# Veilig derde land
Veilig derde land is een begrip uit het asielrecht. Het betekent dat men heeft geconstateerd dat betrokkene al eerder een aanvraag voor een verblijfsvergunning heeft ingediend in een land dat als veilig wordt beschouwd, of alvorens asiel aan te vragen door dat land reisde of daar verbleef zonder daar asiel te hebben aangevraagd of afgewacht. Dat land zal het verzoek verder afhandelen. In Europa betreft het de landen die de Overeenkomst van Dublin ondertekenden, maar ook buiten Europa wordt het concept toegepast.

## Algemeen
In het asielrecht geldt in beginsel het refoulementverbod zoals vastgelegd in artikel 33 van het VN-Vluchtelingenverdrag, hetgeen inhoudt dat een vluchteling niet mag worden teruggezonden naar het land van herkomst. Terugzenden mag niet rechtstreeks plaatsvinden, noch indirect middels verwijdering naar een ander land dat dan vervolgens hem of haar toch daarheen zal uitzetten.
Verwijdering van een asielzoeker naar een land waar betrokkene niet het risico loopt doorgezonden te worden naar het land van herkomst, is wel toegestaan. Daardoor kan dan de exceptie van het veilig derde land worden toegepast. In de praktijk is het resultaat dat het asielverzoek wordt afgewezen omdat het elders moet worden gedaan, namelijk in het daartoe aangewezen veilige derde land, en niet omdat betrokkene geen vluchteling is of zou kunnen zijn.
Wie in een bepaald land asiel aanvraagt hoeft niet altijd rechtstreeks afkomstig te zijn uit het land van herkomst, maar hij kan ook via een ander land naar dat bepaalde land zijn gereisd. Hij kan bijvoorbeeld met een vliegtuig dat elders een tussenlanding maakte zijn gearriveerd, of over de weg via diverse doorreislanden. Het begrip (veilig) derde land slaat dan op de doorreislanden, niet-zijnde het land van herkomst en niet-zijnde het land waar asiel wordt aangevraagd.
De zogeheten Dublin-bepalingen die gelden in de Europese staten geven ook uitdrukking aan dit beginsel.

### Nederland
Een belangrijke bepaling in de Nederlandse Vreemdelingenwet 2000 is art. 31 lid 2 onder h Vw 2000, dat betrekking heeft op de omstandigheid dat de betreffende vreemdeling eerder heeft verbleven in een derde land dat partij is bij het VN-Vluchtelingenverdrag en een van de in artikel 30, onder d, bedoelde verdragen. Deze bepaling mag echter niet worden tegengeworpen als de asielzoeker aannemelijk kan maken dat het derde land voor hem niet veilig is, zelfs al is dat land wel partij bij deze verdragen.
Per 1 augustus 2017 worden de volgende landen als veilig beschouwd door de regering
| - Albanië - Algerijexvi - Andorra - Australië - België - Bosnië-Herzegovina - Brazilië - Bulgarije - Canada - Cyprus - Denemarken - Duitsland - Estland - Finland - Frankrijk - Georgiëxvi - Ghana - Griekenland - Hongarije | - Ierland - India - Italië - Jamaica - Japan - Kosovo - Kroatië - Letland - Liechtenstein - Litouwen - Luxemburg - Malta - Marokko - Monaco - Mongolië - Montenegro - Nederland - Nieuw-Zeeland - Noord-Macedonië - Noorwegen | - Oekraïnexvi - Oostenrijk - Polen - Portugal - Roemenië - San Marino - Senegal - Servië - Slovenië - Slowakije - Spanje - Togo - Trinidad en Tobago - Tsjechië - Tunesiëxvi - Vaticaanstad - Verenigd Koninkrijk - Verenigde Staten - IJsland - Zweden - Zwitserland |

- xvi toegevoegd in oktober 2016[1]

### Canada en de Verenigde Staten
Canada en de Verenigde Staten implementeerden op 29 december 2004 het Safe Third Country Agreement (Veilig Derde Land Overeenkomst). De twee landen legden in deze overeenkomst vast dat zij elkaar beschouwen als veilig land, waardoor een vluchteling asiel moet aanvragen in het eerste van deze landen dat hij bereikt. Het is sindsdien niet meer mogelijk om eerst door de Verenigde Staten te reizen en vervolgens in Canada met succes asiel aan te vragen, of andersom. Er worden uitzonderingen gemaakt voor:
- Vluchtelingen van wie al familieleden in het land waarin zij asiel aanvragen wonen;
- Alleenstaande minderjarige asielzoekers;
- Gedocumenteerden (mensen in bezit van een visum voor het land waarin zij asiel vragen);
- Uitzonderingen voor het algemeen belang (waaronder asielzoekers die van een misdaad worden beschuldigd die in het andere land tot de doodstraf zou leiden, of asielzoekers afkomstig uit een klein aantal landen die beleidsmatig nooit uit het land van ontvangst worden verwijderd)[2].

Het Canadese Council for Refugees heeft kritiek op deze overeenkomst, omdat het van mening is dat de Verenigde Staten niet voor alle vluchtelingen veilig zijn.